# Mokriny
Mokriny je národní přírodní rezervace v oblasti TANAP.
Nachází se v katastrálním území obce Rakúsy a města Vysoké Tatry v okrese Kežmarok a okrese Poprad v Prešovském kraji. Území bylo vyhlášeno či novelizováno v roce 1991 na rozloze 882,82 ha. Ochranné pásmo nebylo stanoveno.